# ماتياس هيرغيرت
ماتياس هيرغيرت (بالألمانية: Matthias Herget)‏ ، من مواليد 14 نوفمبر 1955 ، لاعب كرة قدم ألماني سابق.
لعب مع منتخب ألمانيا لكرة القدم.

## روابط خارجية
- ماتياس هيرغيرت على موقع الاتحاد الدولي (مؤرشف)  (الإنجليزية)
- ماتياس هيرغيرت على موقع قاعدة بيانات كرة القدم.إي يو (الإنجليزية)
- ماتياس هيرغيرت على موقع بيانات كرة القدم. دي إي (الألمانية)
- ماتياس هيرغيرت على موقع ناشيونال فوتبول تيمز (الإنجليزية)
- ماتياس هيرغيرت على موقع عالم كرة القدم.نت (الإنجليزية)